# هندسة نانوية

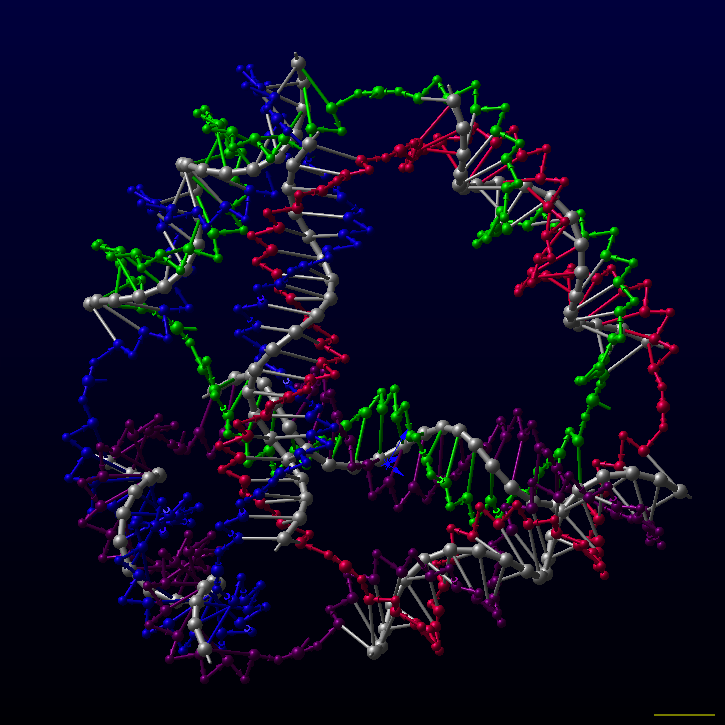
هندسة نانوية

الهندسة النانوية (بالإنجليزية: Nanoengineering)‏ هو مصطلح مزاولة الهندسة في المقاييس النانومترية.و يستند الاسم إلى النانومتر، الذي هو وحدة قياس ما يعادل واحد من المليار من المتر.
الهندسة النانوية ترتبط ارتباطا وثيقا بتقنية النانو.
أول برنامج الهندسة النانوية في العالم وقد بدأ في جامعة تورونتو في العلوم الهندسية البرنامج بوصفه واحدا من خيارات للدراسة في السنوات الأخيرة. في عام 2003، بدأ معهد لوند للتكنولوجيا في برنامج الهندسة النانوية. في عام 2005، أنشأت جامعة واترلو برنامج فريد من نوعه الذي يوفر درجة كاملة في هندسة تقنية النانو.و جامعة كاليفورنيا في سان دييغو ثم بعد ذلك بفترة قصيرة في عام 2007 مع قسم خاص لالهندسة النانوية.